# Muricidae
Muricidae са семейство морски мекотели от клас коремоноги, разред Neogastropoda. Раковината е с характерни, различни по дължина, дебелина и форма израстъци, които й придават причудлива външност. По отношение на храненето са хищни или мършоядни животни.
Представителите на семейството наброяват над 1600 вида и са разпространени повсеместно, включително и в Черно море.
Хипобранхиалната им жлеза отделя багрилото пурпур, използвано за оцветяване на платове в пурпурен цвят.

## Подсемейства
- Coralliophilinae Chenu, 1859 – synonym: Magilidae Thiele, 1925
- Ergalataxinae Kuroda, Habe & Oyama, 1971
- Haustrinae Tan, 2003
- Muricinae Rafinesque, 1815
- Muricopsinae Radwin & d'Attilio, 1971
- Ocenebrinae Cossmann, 1903
- Rapaninae Gray, 1853 – synonym: Thaididae Jousseaume, 1888
- Tripterotyphinae d'Attilio & Hertz, 1988
- Trophoninae Cossmann, 1903
- Typhinae Cossmann, 1903